# Acanthocephalus parallelcementglandatus
Acanthocephalus parallelcementglandatus, vrsta slatkovodnog kukaša iz porodice Echinorhynchidae otkrivenog 2014. godine.
Živi kao parazit na ribi Clarias batrachus iz reda somovki (Siluriformes)